# Cláudio Pitbull
Cláudio Mejolaro, mit Kurznamen Cláudio Pitbull  (* 8. Januar 1982 in Porto Alegre), ist ein brasilianischer ehemaliger Fußballspieler.

## Karriere
Cláudio Pitbull begann mit dem Vereinsfußball in der Jugend von Grêmio Porto Alegre und wurde 1999 in den Kader der Profimannschaft aufgenommen. Hier spielte er dann fünf Jahre lang. Lediglich die Rückrunde 2001/02 verbrachte er als Leihspieler bei EC Juventude.
2005 wechselte er dann nach Portugal zum FC Porto. Hier gelang ihm nie der Durchbruch und so verbrachte er fünf Spielzeiten als Leihgabe bei diversen europäischen, asiatischen und lateinamerikanischen Vereinen.
Zur Saison 2010/11 wechselte er dann zum Vitória Setúbal und spielte hier zwei Jahre.
Zur Winterpause der Saison 2011/12 wechselte er dann samt Ablöse zum türkischen Erstligisten Manisaspor. Bereits zum Saisonende verließ er das abgestiegene Manisaspor und heuerte bei EC Bahia an.

## Erfolge
Grêmio
- Copa do Brasil: 2001